# Zach Thomas
Zachary Ryan „Zach” Thomas (ur. 21 czerwca 1996 w Maplewood) – amerykański koszykarz, występujący na pozycji silnego skrzydłowego, obecnie zawodnik Bisons Loimaa.
W 2018 reprezentował Utah Jazz, podczas rozgrywek letniej ligi NBA w Las Vegas i Salt Lake City. Rok później występował w barwach Houston Rockets.
6 stycznia 2021 dołączył do Kinga Szczecin. 6 września 2021 został zawodnikiem fińskiego LoKoKo Bisons Loimaa.

## Osiągnięcia
Stan na 6 października 2021, na podstawie, o ile nie zaznaczono inaczej.
NCAA
- Uczestnik turnieju NCAA (2017, 2018)
- Mistrz sezonu regularnego Patriot League (2015–2018)
- Koszykarz roku Patriot League (2018)[6]
- MVP turnieju Patriot League (2018)
- Zaliczony do:
  - I składu:
    - Patriot League (2017, 2018)
    - turnieju Patriot League (2017, 2018)

  - składu honorable mention All-American (2018 przez Associated Press)
- Lider:
  - NCAA w liczbie celnych (241) i oddanych (2013) rzutów wolnych (2018)
  - Ligi Patriotów w:
    - średniej:
      - punktów (2018 – 20,5)
      - zbiórek (2018 – 9,1)

    - liczbie:
      - punktów (2018 – 716)
      - zbiórek:
        - 2018 – 317
        - w obronie (2018 – 272)

      - oddanych rzutów z gry (2018 – 446)
      - celnych (241) i oddanych (2013) rzutów wolnych (2018)
- Zawodnik kolejki Patriot League (13.11.2017, 27.11.2017, 26.02.2018, 5.02.2018, 22.01.2018, 26.12.2017, 4.12.2017)

Indywidualne
- Zaliczony do I składu kolejki EBL (22 – 2020/2021)[7]